# Agustina de Aragón

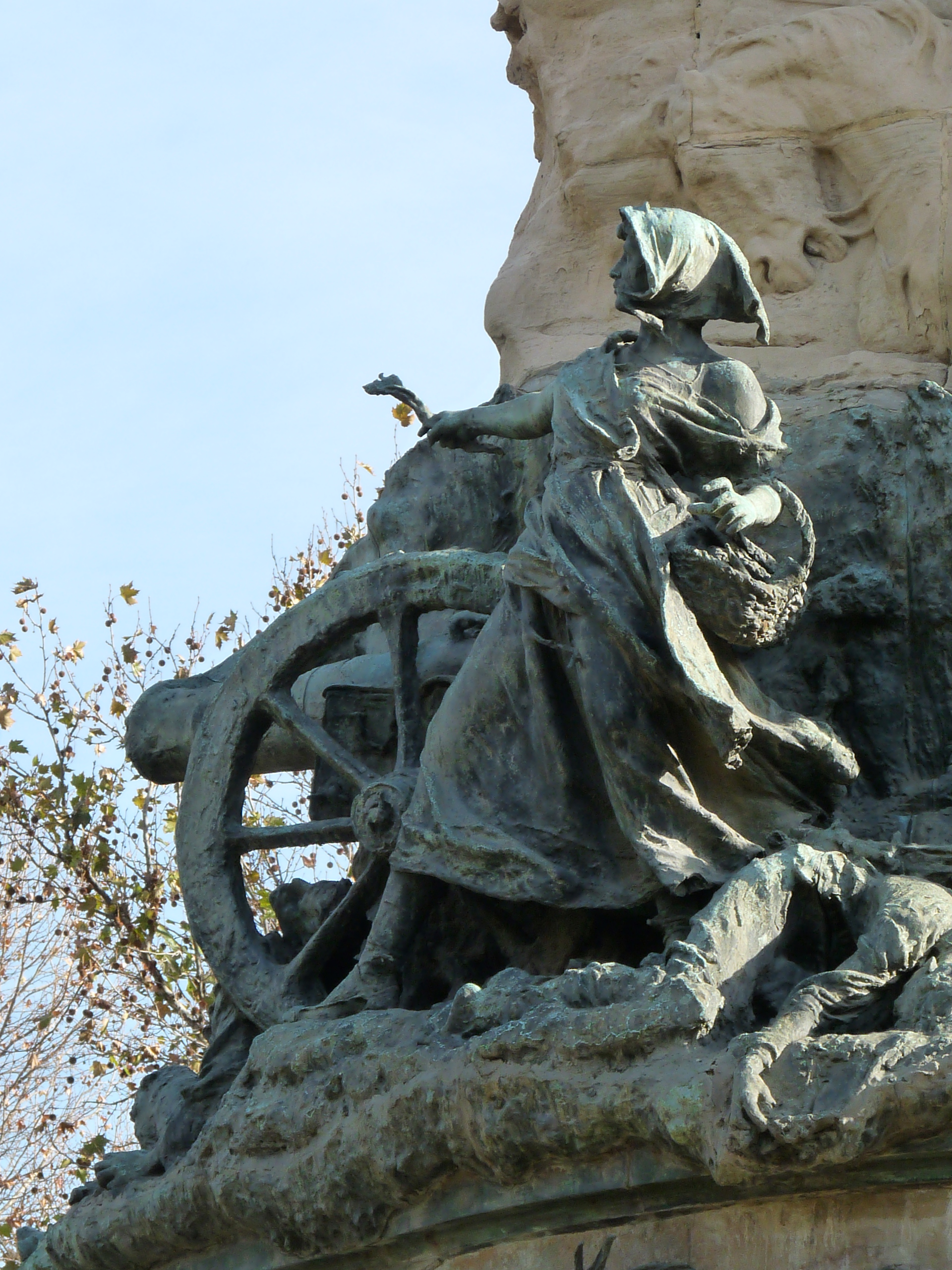
Agustina de Aragón

Agustina de Aragón (Agustina Raimunda Maria Saragossa i Domènech), född 4 mars 1786, död 29 maj 1857, var en spansk nationalhjältinna. Hon blev berömd för sitt motstånd mot fransmännen under spanska självständighetskriget 1808. Hon har kallats "Spaniens Jeanne d'Arc" och blivit föremål för en mängd legender och fiktion. Hon arbetade inom den spanska motståndsgerillan och kom senare att tjänstgöra formellt som officer i armén, något mycket ovanligt för hennes kön under denna tid. Hon är främst ihågkommen för sitt försvar av staden Zaragoza 1808.

## Fotnoter
1. ↑  Collective Biographies of Women-ID: 10135, läst: 9 oktober 2017.[källa från Wikidata]
2. 1 2  Find a Grave, Find A Grave-ID: 19180016, läs online, läst: 9 oktober 2017.[källa från Wikidata]
3. 1 2  Gran Enciclopèdia Catalana, Grup Enciclopèdia Catalana, Gran Enciclopèdia Catalana-ID (tidigare schema): 00609250030866.[källa från Wikidata]
4. ↑  Diccionario biográfico español, Real Academia de la Historia, 2011, Diccionario biográfico español-ID: 6525/agustina-zaragoza-domenech, läst: 2 december 2021.[källa från Wikidata]
5. ↑  Gran Enciclopèdia Catalana, Grup Enciclopèdia Catalana, Gran Enciclopèdia Catalana-ID (tidigare schema): 00609250030866, läst: 2 december 2021.[källa från Wikidata]
6. ↑  Diccionario biográfico español, Real Academia de la Historia, 2011, Diccionario biográfico español-ID: 6525/agustina-zaragoza-domenech, läst: 22 december 2020.[källa från Wikidata]